# Edmodo
Edmodo är en fri lärplattform. Edmodo finns översatt till tio olika språk, däribland svenska. Översättning till ytterligare ett antal språk pågår och inom en nära framtid bör antalet tillgängliga språk passera 20. Edmodo har mer än 47 miljoner användare.
Typiskt för Edmodo är det Facebookliknande gränssnittet. Edmodo har en funktion för att skapa åtkomst till och Single sign-on mot Googledokument. En egenskap som utmärker Edmodo är funktionen för att följa elevers framsteg. 
Edmodo saknar helt möjlighet att kopplas samman med lokala elevregister. Det bygger istället på att varje lärare administrerar sina egna kurser. Vare elev, liksom lärare, registrerar sitt eget konto. Endast lärare kan lägga upp grupper för kurser och eleverna ansluter sig sedan till de kurser de läser. Denna brist på möjlighet till samkörning med centrala register ger å andra sidan ett skydd för den personliga identiteten. Det är endast de personuppgifter som användaren själv publicerar som finns i systemet.

## Funktioner
- Internt meddelandesystem mellan lärare och elever.
- Föräldrakonton skapas för varje elev så att föräldrar kan följa elevens skolgång.
- Funktion för att ge uppgifter och att eleverna lämnar in svar i systemet. Versionshantering utan upp- och nedladdning.
- Stöd för formativa bedömningskommentarer till inlämningsuppgifter och summativ resultatinsamling från uppgifter gjorda utanför systemet.
- Lärarna får en översikt över elevinlämningar och kan ge respons direkt i Edmodo.
- Annotering av inlämnade dokument direkt i webbläsaren utan att först spara ner det som fil. I dagsläget stöds worddokument och pdf-dokument. Övriga filtyper laddas ner.
- En översikt över inlämnade och bedömda uppgifter genereras och såväl lärare, elever som föräldrar kan följa elevens framsteg.
- En funktion kallad Quiz ger lärarna möjlighet att skapa självrättande enklare tester och läxförhör.
- En funktion för enkäter och mentometeromröstningar ingår också.
- Meritknappar, så kallade badges, kan delas ut till eleverna.
- I sin profil anger eleverna sin lärstatistik utifrån [1] vilket ger läraren en överblick över klassens föredragna lärstil.
- Lärare och elever har eget utrymme där filer (dokument, bilder med mera) kan lagras. Ingen övre gräns finns för hur mycket som kan lagras där. Maxstorlek per fil är 100 MB.
- Stöd för att strukturera material i systemet i ett mappsystem där varje mapp kan delas med andra användare.
- Stöd för single-sign-on mot Google Drive och indirekt till hela Googles utbud av Google Apps samt Google Apps for Education.
- Det finns en möjlighet att registrera distrikt och skolor för att få en mer sammanhållen utbildningsmiljö runt elever. Varje distrikt och skola får då vissa administrationsrättigheter.
- Edmodo ger lärare tillgång till ett stort antal arenor med konferenser i olika ämnesområden.
- Utomstående utvecklare kan skapa appar som nås inifrån Edmodo. Ett växande antal sådana finns, främst för lägre åldrar. I Sverige når man i dagsläget endast de fria apparna.
- Meddelandehanteringen passerar användaren i ett flöde liknande det i Facebook. Här finns dock en möjlighet att filtrera och söka för att hitta just den information man vill hitta.
- Edmodo används antingen i webbläsare eller appar som finns tillgängliga för iPad, iPhone och Android.
- Edmodo har en väl utvecklad supportorganisation där volontärer och anställda besvarar användarfrågor fortlöpande.
- Edmodo är helt utan kostnad. I delar av världen kan man få betala för vissa av de extra-appar som nås inifrån Edmodo.
- Gratis appar som kopplas direkt till klasskontot, till exempel för att göra seriestrippar, engelsk grammatik och klassrumsplacering.